# Lee Hodson
Lee James Stephen Hodson (ur. 2 października 1991 w Watfordzie) – północnoirlandzki piłkarz, prawy obrońca Milton Keynes Dons.
W zespole tym zadebiutował w maju 2009 w meczu przeciwko Derby County, a w listopadzie podpisał już trzyletni zawodowy kontrakt. W sezonie 2009/2010 wystąpił w większości spotkań Watfordu. Hodson ma za sobą występy w reprezentacji Irlandii Północnej U1-19 i U-21.

## Kariera klubowa
W sezonie 2007/2008 Hodson rozegrał 26 spotkań w zespole Watford U-18. Więcej meczów od niego rozegrał tylko Ross Jenkins, a dwaj inni zawodnicy wystąpili tyle samo razy co Hodson. Hodson w tamtym sezonie rozegrał także dziewięć meczów w zespole rezerw.
Hodson w pierwszym zespole Watfordu zadebiutował 3 maja 2009 w ostatnim meczu sezonu 2008/2009 przeciwko Derby County na Vicarage Road. W 65. minucie zmienił będącego na wypożyczeniu z Arsenalu Gavina Hoytego. Watford mecz ten wygrało 3:1.
W początkowej części sezonu kapitan Watfordu Jay DeMerit odnosił kontuzje. Z tego powodu Adrian Mariappa został przesunięty na środek obrony, a Hodson zaczął regularnie grać w Championship jako prawy obrońca. Pierwszym meczem ligowym, w którym Hodson zagrał od pierwszej minuty było przegrane przez Watford 0:1 wyjazdowe spotkanie ze Swanseą City, rozegrane 29 sierpnia 2009. Z powodu dobrych występów w listopadzie Hodson podpisał trzyletni zawodowy kontrakt z Watfordem. W sezonie 2009/2010 Hodson rozegrał łącznie 34 spotkania, w tym 31 w Championship i 32 od pierwszej minuty.